# Арчеры
«Арчеры» (англ. The Archers) — самая продолжительная в мире многосерийная радиопостановка (более 20 000 эпизодов), выходящая на станции Би-би-си «Радио 4». Изначально задуманная как «рассказ о ежедневных событиях в жизни сельских жителей», в настоящее время выходит с формулировкой «современная пьеса о жизни в сельской местности».
Первые пять пилотных эпизодов прозвучали на радио в 1950 году, а первый полноценный эпизод вышел в эфир 1 января 1951 года. Знаковое для современной британской культуры шоу с более чем пятью миллионами слушателей является самым популярным среди неновостных программ «Радио 4». Благодаря также более чем миллионной аудитории интернет-слушателей, программа удерживает рекорд по количеству онлайн-слушателей радио Би-би-си.
В первоначальном виде созданные в качестве инструмента для просвещения фермеров и, таким образом, для увеличения производства продовольствия после Второй мировой войны, «Арчеры» очень быстро стали популярными, причем не только среди сельских жителей. К 1953 году у программы было девять миллионов слушателей.
С 1998 года «Арчеры» выходят 6 раз в неделю (с воскресенья по пятницу) в 19:03 по местному времени после короткого выпуска новостей. Все эпизоды, кроме пятничного, повторяются на следующий день в 14:02 по местному времени, тоже после короткого выпуска новостей. Каждый эпизод длится 13 минут, включая музыкальные заставки в начале и в конце серии. Шесть серий недели выходят единым выпуском по воскресеньям в 10:00 по местному времени («Омнибус»).
Все основные герои постановки живут в вымышленном местечке под названием Эмбридж (вымышленный округ Борсетшир, Англия).